# Dương Liễu
Dương Liễu là một xã thuộc huyện Hoài Đức, Hà Nội, Việt Nam. Đây là một xã nằm bên sông Đáy.
Xã Dương Liễu có diện tích 4.31 km², dân số năm 1999 là 11.139 người, mật độ dân số đạt 2.584 người/km².

## Địa giới hành chính
- Phía Bắc giáp huyện Phúc Thọ và xã Minh Khai
- Phía Tây giáp huyện Phúc Thọ
- Phía Nam giáp xã Cát Quế
- Phía Đông giáp xã Đức Thượng và Đức Giang

## Văn Hóa lịch sử
Thôn Dương Liễu là 1 vùng đất cổ kính với nhiều di tích lịch sử văn hóa như: Chùa Hương Trai, chùa Đồng, Chùa Bãi, Quán Dương Liễu, Đình Hàng Tổng.
Chùa Hương Trai là ngôi chùa nổi tiếng ở vùng bắc bộ Việt Nam với bệ đá hoa sen thời Trần cổ nhất nước được đục năm 1370, chùa còn có 1 pho tượng Quan Âm bảo mã quý hiếm
Quán Dương liễu là nơi thờ vọng đức Lý Phục Man tướng quân thời Tiền Lý Nam Đế, kiến trúc nổi chội với tòa Phương đình cao 2 tầng 8 mái rất trang nhã cùng với nhiều đồ thờ tự quý giá như: Nhang án, hạc, sập thờ, kiệu bát cống, kiệu văn, bát bửu, chấp kích...
Đình Hàng Tổng được Tiến sĩ Nguyễn Danh Dự là người bản xã đứng ra kêu gọi 3 thôn Dương liễu, Quế Dương (Cát Quế), Mậu Hòa (Minh Khai) cùng nhau xây dựng năm kỷ tỵ 1689, đây là ngôi đình to đẹp, bề thế bậc nhất nhì đồng bằng Bắc Bộ và cả nước thời đó, năm 1947 trong cuộc chiến chống Pháp đình bị thiêu hủy trong phong trào tiêu thổ kháng chiến, năm 2010 đình được phục dựng với quy mô như hiện nay.Hội chính của làng là ngày 12-3 âm lịch hàng năm